# 19679 Ґретабеттео
19679 Ґретабеттео (19679 Gretabetteo) — астероїд головного поясу, відкритий 9 вересня 1999 року.
Тіссеранів параметр щодо Юпітера — 3,495.